# Hamiltoneiland
Hamiltoneiland (Engels: Hamilton Island) is gelegen aan de oostkust van Australië (Queensland) en behoort tot de archipel van de Whitsundayeilanden. Het ligt tussen Queensland Coast en het Groot Barrièrerif. Het eiland heeft een tropische uitstraling met koraalstranden. Hamiltoneiland ligt op dezelfde tropische breedtegraad als Honolulu (Hawaï) in het noorden en Mauritius in het zuiden. Het klimaat is gedurende het hele jaar warm en tropisch met een gemiddelde temperatuur van 27,4 °C. De maximumtemperaturen (december, januari, februari) zijn rond de 30 °C met een maximumtemperatuur (juni, juli, augustus) rond de 23 °C.
Op het eiland bevindt zich Hamilton Island Airport, een luchthaven geschikt voor straalvliegtuigen, waarlangs vele toeristen naar de Whitsundayeilanden vliegen.